# Tapuaeroa (rivière)
La rivière Tapuaeroa  (enanglais : Tapuaeroa River) est un cours d’eau de la région de  Gisborne dans l’Île du nord de la Nouvelle-Zélande.

## Géographie
Elle s’écoule vers le sud-est à partir de sa source dans la chaîne de Raukumara, joignant ses eaux à celles de la rivière Mata tout près de la ville de Ruatoria, la résultante devenant le fleuve  Waiapu .